# 愛のままで…
「愛のままで…」（あいのままで）は、2008年1月23日に発売された秋元順子の3枚目のシングル。

## 解説
- オリコン週間総合チャートで初登場40位となった。しかしその後、『NHK歌謡コンサート』への出演ごとに大きく順位を上昇させていた。2008年7月14日付オリコン演歌・歌謡チャートで初の1位獲得[1]。
- 2008年末、秋元順子が第59回NHK紅白歌合戦に出場することが決定したことから、12月1日付のオリコン演歌・歌謡チャートで再び1位を記録。2008年12月8日付のオリコン総合チャートで9位となり、総合チャートでは初のトップ10入りを果たした。翌週以降の総合チャートでは、6位（12月15日付）→4位（12月22日・29日付、2週連続）→3位（2009年1月12日付、合算週）→2位（1月19日付）と上昇し、1月26日付総合チャートでは発売52週目で1位を獲得した。
  - 女性演歌歌手のオリコン週間チャート首位獲得は城之内早苗「あじさい橋」以来22年7ヶ月ぶり[1]。年間TOP10入りは1987年の瀬川瑛子「命くれない」以来22年ぶりとなる。
  - TOP100内のランクイン週数50週目での1位獲得であり、これは中島みゆきの「地上の星/ヘッドライト・テールライト」の130週目での1位獲得に続く歴代2位となる記録である[1]。
  - 1位獲得時、秋元は61歳7ヶ月であり、小田和正の59歳11ヶ月（「こころ」で1位獲得）を抜き、当時の史上最年長での1位獲得となった[1]（2020年1月現在、竹内まりやが「いのちの歌（スペシャル・エディション）」で64歳10か月での最年長記録を持っている[2]）。
- 2009年、ピーターによるカバーがCD発売された（2009年9年30日、芸能生活40周年記念のアルバム『私が愛した女たち』の収録楽曲として）。
- 累計売上は67.9万枚[3]。

## 収録曲
1. 愛のままで…
作詞・作曲・編曲：花岡優平
2. 忘れもの
作詞：花岡美奈子／作曲・編曲：花岡優平
3. 愛のままで…（オリジナルカラオケ）
4. 愛のままで…（一般用カラオケ 半音上げ）
5. 忘れもの（オリジナルカラオケ）